# Macrodontia marechali
Macrodontia marechali là một loài bọ cánh cứng trong họ Cerambycidae.